# Adalberto I da Toscânia
Adalberto I da Toscânia (Itália c. 820 — 886) foi marquês e duque e da Toscânia de 847 a 884.
Em 845 foi como sucessor de seu pai Bonifácio II da Toscânia (c. 791 - 879), marquês da Toscânia que subiu ao poder.
Na luta travada entre o Papa Formoso e Papa João VIII, combateu contra este último, fazendo-o prisioneiro ao apoderar-se de Roma em 878.
Por esse facto foi excomungado pelo Papa João VIII. A excomunhão mais tarde viria a ser levantada pelo mesmo João VIII, tendo Adalberto por esse facto fundado o Mosteiro de São Caprasio di Aulla.
Foi pai de Adalberto II da Toscânia que viria a casar com uma filha de Lotário II da Lotaríngia, rei da Lotaríngia.

## Relações familiares
Foi filho de Bonifácio II da Toscânia (c. 791 - 879), marquês da Toscânia. Casou com Rotilda de Spoleto, filha Guido de Espoleto e de Judite de França, de quem teve:
1. Adalberto II da Toscânia casado com Berta de França, filha de Lotário II da Lotaríngia, rei da Lotaríngia e de Valdrada,
2. Bonifácio da Toscânia (morto após 894).